# Kjerstin Wøyen Funderud

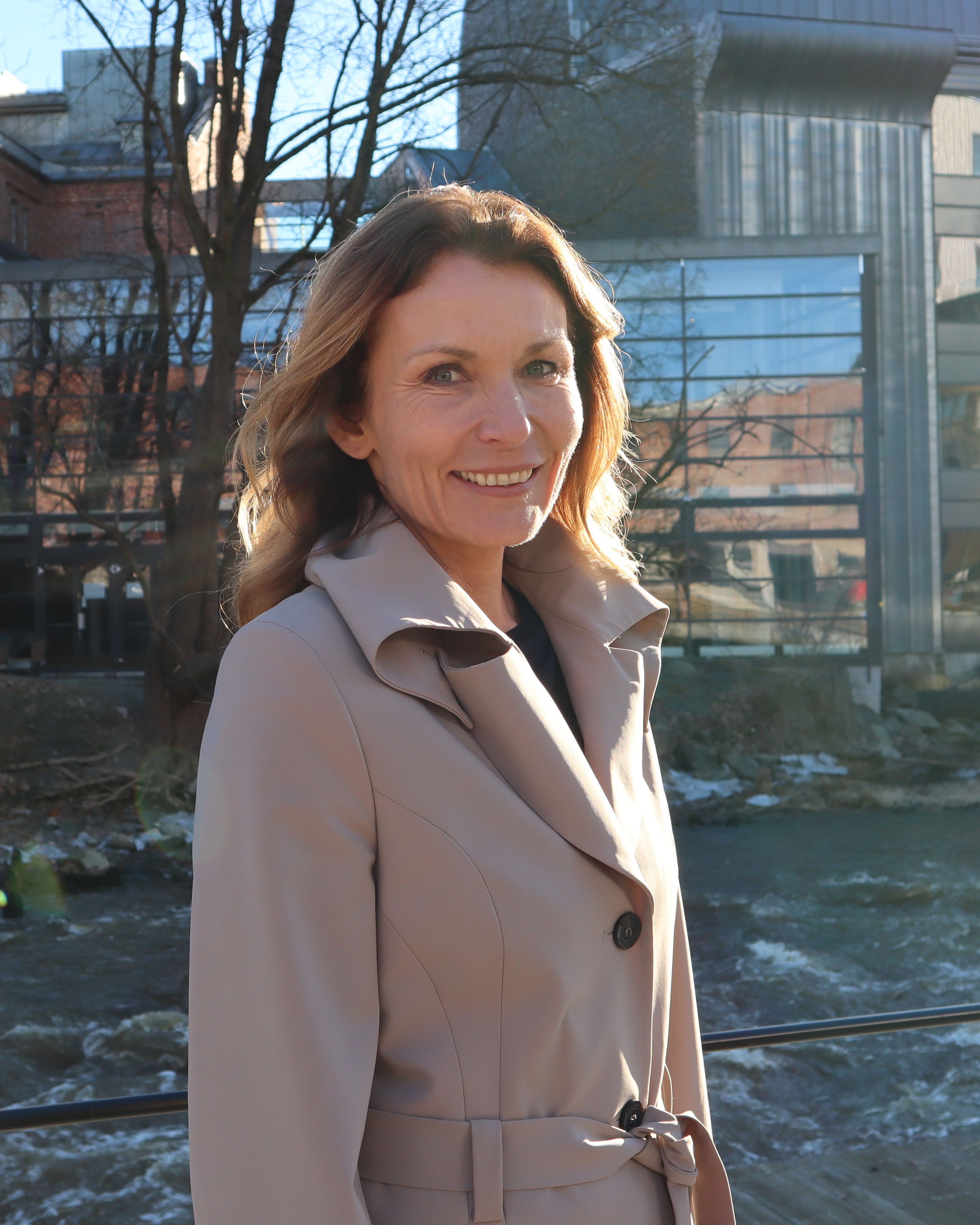

Kjerstin Wøyen Funderud (nascida a 13 de novembro de 1970) é uma política norueguesa.
Ela foi eleita para o Storting como representante do círculo eleitoral de Østfold para o período de 2021–2025, pelo Partido do Centro.
Funderud também foi prefeita de Våler de 2007 a 2011.